# Younès Kaboul
Younès Kaboul (ur. 4 stycznia 1986 w Saint-Julien-en-Genevois) – francuski piłkarz marokańskiego pochodzenia występujący na pozycji obrońcy w angielskim klubie Watford. Były reprezentant Francji.

## Kariera klubowa
Kaboul pochodzi z rodziny marokańskiej, ale urodził się już we Francji. Karierę piłkarską rozpoczął w AJ Auxerre, a w składzie pierwszej drużyny pojawił się w sezonie 2004/05. W Ligue 1 zadebiutował 3 października 2004 w wygranym 2:1 wyjazdowym spotkaniu z Toulouse FC. Z Auxerre wystąpił w Pucharze UEFA dochodząc do ćwierćfinału. Zdobył też Puchar Francji. W 2006 roku zajął z AJA 6. miejsce w lidze, dzięki czemu w sezonie 2006/07 Auxerre ponownie wystąpiło w Pucharze UEFA. Był już wówczas podstawowym zawodnikiem Auxerre i stworzył parę środkowych obrońców z Jeanem Pascalem Mignotem. AJA zajęło jednak dopiero 8. pozycję w lidze.
Jeszcze w listopadzie 2006 Kaboulem interesowały się Rangers F.C., Portsmouth, Inter Mediolan i AS Roma. Latem 2007 temat transferu powrócił i ostatecznie 5 lipca podpisał kontrakt z Tottenhamem Hotspur. Angielski klub zapłacił za niego około 7 milionów funtów. W Tottenhamie grał tylko przez sezon i już 11 sierpnia 2008 przeszedł do Portsmouth. W nowym klubie zadebiutował 17 sierpnia w meczu z Chelsea. Pierwszą bramkę zdobył natomiast 27 listopada w meczu Pucharu UEFA z Milanem. Sezon 2008/09 zakończył z 20 ligowymi występami oraz jednym strzelonym golem. W styczniu 2010 roku powrócił do Tottenhamu Hotspur.

## Kariera reprezentacyjna
Kaboul występował w młodzieżowej reprezentacji Francji U-19, której był kapitanem. Natomiast od 2006 do 2008 roku był zawodnikiem kadry w kategorii U-21. W dorosłej reprezentacji zadebiutował 6 czerwca 2011 w towarzyskim meczu z Ukrainą (4:1), w którym zdobył gola.

## Statystyki kariery
| Sezon   | Klub              | Kraj    | Rozgrywki      | Mecze | Bramki |
| ------- | ----------------- | ------- | -------------- | ----- | ------ |
| 2004/05 | AJ Auxerre        | Francja | Ligue 1        | 12    | 1      |
| 2005/06 | AJ Auxerre        | Francja | Ligue 1        | 9     | 0      |
| 2006/07 | AJ Auxerre        | Francja | Ligue 1        | 31    | 2      |
| 2007/08 | Tottenham Hotspur | Anglia  | Premier League | 21    | 4      |
| 2008/09 | Portsmouth F.C.   | Anglia  | Premier League | 20    | 1      |
| 2009/10 | Portsmouth F.C.   | Anglia  | Premier League | 19    | 3      |
| 2009/10 | Tottenham Hotspur | Anglia  | Premier League | 10    | 0      |
| 2010/11 | Tottenham Hotspur | Anglia  | Premier League | 21    | 1      |
| 2011/12 | Tottenham Hotspur | Anglia  | Premier League | 33    | 1      |
| 2012/13 | Tottenham Hotspur | Anglia  | Premier League | 1     | 0      |
| 2013/14 | Tottenham Hotspur | Anglia  | Premier League | 12    | 1      |
| 2014/15 | Tottenham Hotspur | Anglia  | Premier League | 11    | 0      |
| 2015/16 | Sunderland        | Anglia  | Premier League | 23    | 0      |
| 2016/17 | Sunderland        | Anglia  | Premier League | 1     | 0      |
| 2016/17 | Watford           | Anglia  | Premier League | 22    | 2      |
| 2017/18 | Watford           | Anglia  | Premier League | 2     | 0      |